# Пакистанська антарктична програма
Пакистанська антарктична програма — науково-адміністративний підрозділ Міністерства науки і технологій Пакистану. Програма координує наукові дослідження та оперативну підтримку в регіоні. Програма фінансується Пакистанським науковим фондом та Міністерством науки і технологій. 
Перша пакистанська експедиція в Антарктиду почалася в січні 1991 року під егідою Національного інституту океанографії (NIO). В ній брали участь дослідницький корабель Бер Пайма та есмінець ВМФ Пакистану Тарік, на борту яких перебували науковці та морські піхотинці. В результаті було створено першу пакистанську дослідницьку станцію Джіннаг. Пакистан став першою мусульманською країною, що запустила власну арктичну програму.
Пакистан є асоційованим членом Наукового комітету з антарктичних досліджень з 15 червня 1992 року, але не приєднався до договору про Антарктику з економічних причин. 
Зараз Пакистан має дві літні дослідницькі станції та одну обсерваторію поблизу гірського хребта SOR Rondane. Пакистан також планує побудувати повноцінну постійну базу в Антарктиді. Це дозволить проводити дослідження протягом всього року. Основними завданнями досліджень є геологія, геофізика, екологія та океанографія.